# Vallisneria caulescens
Vallisneria caulescens är en dybladsväxtart som beskrevs av Frederick Manson Bailey och Ferdinand von Mueller. Vallisneria caulescens ingår i släktet Vallisneria och familjen dybladsväxter. Inga underarter finns listade.